# Losada (насекомые)
Losada (лат.) — род песочных ос из подсемейства Bembicinae (триба Nyssonini). Неотропика. Известно 3 вида.

## Описание
Мелкие осы. Метасомальные сегменты с одинарной окантовкой, стерниты не зубчатые и не резко угловатые латерально. Вершина заднего бедра простая, без выступа. Вторая рекуррентная жилка переднего крыла заканчивается на субмаргинальной ячейке III. Задняя поверхность задних голеней гладкая, только с волосками и щетинками. Средние голени самца с двумя шпорами. Переднее крыло с 3 субмаргинальными ячейками. Птеростигма передних крыльев значительно меньше субмаргинальной ячейки II, медиальная жилка передних крыльев расходится перед cu-a. Метасомальный стернум I базально с двойным килем. Относится к трибе Nyssonini Handlirsch, 1925 и подтрибе Nyssonina Handlirsch, 1925. Биология неизвестна.
- Losada mutilloides (Ducke, 1903)
  - =Foxia mutilloides (Ducke, 1903)
  - =Nysson mutilloides Ducke, 1903
- Losada paria Pate, 1940
- Losada penai Fritz, 1973